# Scott-Wieselmaki
Der Scott-Wieselmaki (Lepilemur scottorum) ist eine auf Madagaskar lebende Primatenart aus der Gruppe der Wieselmakis innerhalb der Lemuren. Die Art wurde 2008 erstbeschrieben. Der Name ehrt die Familie Scott, deren Stiftung die Erforschung und Erhaltungsmaßnahmen der madagassischen Primaten finanziell unterstützt hat.

## Beschreibung

Verbreitungsgebiet des Scott-Wieselmakis (rot)

Scott-Wieselmakis sind mit einem Durchschnittsgewicht von 0,88 Kilogramm mittelgroße Wieselmakis. Ihr langes, dichtes Fell ist vorwiegend rötlich-braun gefärbt, am Rücken verläuft ein dunkler, diffuser Aalstrich. Der Kopf ist wie bei allen Wieselmakis rundlich, das Gesicht ist grau, die Wangen und Augenbrauen sind weiß. Die Hinterbeine sind als Anpassung an die senkrecht kletternde und springende Fortbewegung lang und kräftig.
Scott-Wieselmakis bewohnen die Masoala-Halbinsel im östlichen Madagaskar, ein Gebiet, das bislang dem Gewöhnlichen Wieselmaki zugerechnet wurde. Lebensraum dieser Art sind tropische Regenwälder.
Über die Lebensweise dieser neu entdeckten Art ist kaum etwas bekannt. Wie alle Wieselmakis dürften sie nachtaktive Baumbewohner sein und sich von pflanzlichem Material, insbesondere Blättern, Früchten und Knospen, ernähren.

## Gefährdung und Schutzmaßnahmen
Diese Art ist durch den Schwund ihres Lebensraumes und die Jagd in ihrem Bestand ernsthaft gefährdet. Die Weltnaturschutzunion (IUCN) stuft sie als Endangered (stark gefährdet) ein. Der einzig geschützte Lebensraum dieser Art befindet sich im Nationalpark Masoala.